# Epharmottomena sublimbata
Epharmottomena sublimbata is een vlinder uit de familie spinneruilen (Erebidae). De wetenschappelijke naam is voor het eerst geldig gepubliceerd in 1894 door Berio.
De soort komt voor in tropisch Afrika.